# Petra Horneber
Petra Horneber (Floß, 21 aprile 1965) è una tiratrice a segno tedesca.

## Palmarès

### Olimpiadi
- 1 medaglia:
  - 1 argento (Atlanta 1996 nella pistola ad aria 10 metri)